# Наст, Томас
Томас Наст (англ. Thomas Nast; 27 сентября 1840, Ландау, Германия — 7 декабря 1902, Гуаякиль, Эквадор) — американский художник-карикатурист германского происхождения, считается основателем жанра американского политического рисунка.

## Биография
Наст родился в немецком городе Ландау (Рейнланд-Пфальц) в семье баварского военного тромбониста, который из-за своих либеральных взглядов вошёл в противоречие с официальными властями Германии и в 1846 году записался на французский мановар, а позже на американский корабль. Жену и сына Томаса он отправил в Нью-Йорк, куда в 1849 году прибыл и сам. Огромный интерес Томаса Наста к рисованию проявился уже в раннем возрасте, и он записался на год в студию Альфреда Фредрикса и Теодора Кауфмана и в школу Национальной академии дизайна. После школы в возрасте 15 лет Наст начал работать в иллюстрированной газете Фрэнка Лесли, а через 3 года — в еженедельном журнале Harper's Weekly.

## Карьера
Наст работал в «Харперс» в 1859—1860 и 1862—1886. В перерыве он поехал в Лондон, чтобы делать зарисовки основного спортивного события того времени — боксёрского поединка между американцем Джоном Хенаном и англичанином Томасом Сойером. Через несколько месяцев он, работая на Иллюстрейтед Лондон Ньюз, уехал к Гарибальди в Италию, где рисовал и писал статьи о военной кампании. В 1861 году Наст женился на Саре Эдвардс. Вскоре он вернулся в США.
В 1862 году появилась первая карикатура «Мир», направленная против оппонентов гражданской войны. Его карикатуры во время гражданской войны и последующей Реконструкции публиковались в «Харперс». Он рисовал поля сражений на границе и в штатах Юга. Рисунки привлекали такое огромное внимание публики, что Авраам Линкольн назвал Наста «наш лучший рекрутирующий сержант». Позже Наст оппонировал президенту Эндрю Джонсону и его политике Реконструкции.
- Американская река Ганг
- Мозги
- Санта-Клаус
- Тамманийский тигр

### Кампания против шайки Твида
Рисунки Наста стали одним из важнейших факторов в падении босса Твида, который настолько боялся художника, что послал своего эмиссара с целью подкупа Наста, предлагая $500 000, лишь бы тот «бросил это дело» и отправился в заграничный вояж. Однако, Наст отверг предложение и усилил свои атаки на Твида. В результате в 1873 году Твид был арестован и осуждён за мошенничество. В декабре 1875 года Твид сбежал на Кубу, а оттуда — в Испанию, где был опознан американским туристом по одному из рисунков Наста и вновь арестован.
Наст считал, что хорошо организованное ирландское иммигрантское сообщество обеспечивает базу для поддержки Твида. Это наряду с антикатолическими и нативистскими (проамериканскими) воззрениями Наста привело его к изображению ирландского сообщества в Америке и католических лидеров церкви с крайним осуждением. В 1875 году одна из его работ была «Американская река Ганг», где католические священники были изображены в виде крокодилов, подстерегающих и нападающих на американские семьи.

### Творчество
В целом Наст в своих политических рисунках поддерживал американских индейцев, китайских иммигрантов и выступал за запрет рабовладельчества. Позже он касался тем сегрегации и насилия Ку-Клукс-Клана. На одном из рисунков «Хуже, чем рабство» Наст изобразил отчаявшуюся негритянскую семью, чей дом был сожжён, и двух членов Ку-Клукс-Клана и Белой лиги, поздравляющих друг друга. В рисунках Наста основной сюжет часто сопровождался многочисленными подробными дополнительными второстепенными сюжетами. Воскресные рисунки могли доставлять часы развлечения с сильным социальным подтекстом.
Его знаменитая карикатура на нью-йоркских демократов «Тамманийский тигр» была позже многократно использована в течение длительного времени другими карикатуристами.
Кроме этого, Наст ввёл в практику американской карикатуры использование осовремененных сцен из произведений Шекспира в политических целях.
Наст первым ввёл изображение слона как символа республиканской партии, а также популяризировал изображение осла как символа демократической партии, хотя и известного ещё с 1837 года. Одной из самых известных карикатур на эту тему стала работа «Третий срок паники». Карикатура появилась спустя три дня после того, как демократы впервые после гражданской войны завоевали большинство в палате представителей. Сторонник республиканцев Наст высмеял своих испуганных однопартийцев, изобразив их в виде слона, спасающегося бегством вместе с другими животными от осла в львиной шкуре. Роль осла в карикатуре отводилась газете «Нью-Йорк Геральд», писавшей о том, что президент-республиканец генерал Улисс Грант — это современный Цезарь, добивающийся третьего президентского срока. Сам Грант, кстати, восхищался Настом, и, одержав победу на выборах, заявил, что именно работы Наста помогли его избранию.

## Смерть
В 1902 году Теодор Рузвельт назначил Наста генеральным консулом в Гуаякиль в Эквадоре. Во время вспышки жёлтой лихорадки Наст самоотверженно помогал многочисленным дипломатическим и деловым миссиям избежать заражения. Однако сам заразился и умер в том же году. Тело Наста было доставлено в США и захоронено на кладбище Вудлон в Бронксе (Нью-Йорк).